# ولسوالی نرخ
نرخ یکی از ولسوالی‌های ولایت میدان وردک در خاور افغانستان است. جمعیت آن در سال ۲۰۰۶ میلادی، ۵۶۳۵۴ نفر اعلام شده‌است.